# Charles Telfair
Charles Edward Telfair (* 1778 (nach anderen Quellen 1777) in Belfast, Nordirland; † 14. Juli 1833 in Port Louis, Mauritius) war ein irisch-britischer Arzt und Botaniker, später in Mauritius. Sein botanisches Autorenkürzel lautet „Telfair“.

## Leben
Charles Telfair wurde als Sohn eines Schullehrers in Belfast geboren. Er studierte zunächst Chemie bei Joseph Black und anschließend Medizin. 1797 verpflichtete er sich als Offizier bei der Royal Navy und kam 1810 als Schiffsarzt nach Réunion und Mauritius. Nachdem er zunächst auf Réunion in verschiedenen Kolonialämtern gearbeitet hatte, wurde er der persönliche Sekretär von Gouverneur Robert Farquhar auf Mauritius. 1815 gehörte er zu den vier Unterhändlern, die für die Überwachung der Rückgabe von Réunion an Frankreich verantwortlich waren. 1818 heiratete Charles Telfair Annabella Chamberlain († 1832), die ebenfalls Botanikerin und Zeichnerin war.
Zusammen mit seiner Frau, die Telfairs Sammlungen illustrierte, trug er zahlreiches Pflanzen- und Algenmaterial zusammen und sandte es zu William Jackson Hooker in den Royal Botanic Gardens in Kew. Von 1825 bis 1829 hatte Telfair den Vorsitz des Pamplemousses Botanical Garden in der Nähe von Port Louis inne.
Am 11. August 1829 wurde in Telfairs Wohnsitz in Bois-Chéri bei Moka die Société d’Histoire naturelle de l’île Maurice gegründet, die 1847 in Société royale des Arts et des Sciences de l'île Maurice (oder auf Geheiß von Königin Victoria in Royal Society of Arts and Sciences of Mauritius) umbenannt wurde. Neben Julien Desjardins, Jacques Delisse und Wenceslas Bojer gehörten noch 25 weitere Wissenschaftler zu den Gründungsmitgliedern. Am 24. August 1829 fand die Vorstandswahl statt, bei der Charles Telfair zum ersten Präsidenten dieser Gesellschaft gewählt wurde.

## Ehrungen
William Jackson Hooker benannte die Pflanzengattung Telfairia, Julien Desjardins den Telfair-Skink und William Charles Linnaeus Martin den Kleinen Igeltenrek zu Ehren von Charles Telfair. 1819 wurde er für seine Verdienste um die Rückgabe von Réunion an Frankreich mit der Französischen Ehrenlegion ausgezeichnet. 2007 wurde in Quatre Bornes das Charles Telfair Institut eröffnet. Auch der Botanische Garten von Souillac auf Mauritius trägt seinen Namen.